# 异叶蛇葡萄
异叶蛇葡萄（学名：Ampelopsis heterophylla），为葡萄科蛇葡萄属下的一个种。

## 扩展阅读
維基物種上的相關：异叶蛇葡萄